# デカトロン
デカトロン（Decathlon）は、フランスのスポーツ用品会社。1976年にフランス北部の都市・リール近郊で設立され、2023年現在で60か国以上展開する、世界最大のスポーツ用品チェーンストアである。

## 概要
デカトロンの名称は十種競技のフランス語読みからきている。
店舗についてはヨーロッパを中心に展開しているだけでなく、中国・タイ・香港・スペイン・オーストラリアなど69ヶ国に展開しており、アメリカ合衆国では一度、撤退気味になったものの、再上陸が計画されている。

### 日本
2019年3月に日本第1号店が阪急西宮ガーデンズにオープンした後、2020年5月に首都圏初出店として日本第2号店がイオン幕張店（現・イオン海浜幕張店）にオープンした。その後、公式サイトと楽天市場に出店しているオンラインショップ事業並びに卸販売に注力するため、前述の2店舗を2022年6月から7月に順次閉店することを同年5月に発表した。

### スポンサード
2024年シーズンよりサイクルロードレースのトップカテゴリであるUCIワールドチームに所属するデカトロン・AG2R・ラ・モンディアルのメインスポンサーを務める。これに伴いバイクやウェアなどが同社の製品となった。
また2024/25年シーズンからは欧州サッカー連盟（UEFA）主催のクラブ大会、UEFAヨーロッパリーグ・UEFAカンファレンスリーグの公式サプライヤー契約を締結し、同社の団体競技製品ブランド「Kipsta」による両大会の公式試合球を提供する。

## ブランド
デカトロンでは、全カテゴリーにそれぞれ独自のブランドが設けられている。
- Quechua - アウトドア・ハイキング
- Tribord - ウォータースポーツ
- Forclaz - トレッキング
- Nabaiji - 水泳
- Domyos - フィットネス・ヨガ
- B'twin - 自転車スポーツ
- Kalenji - ランニング
- Kipsta - 団体競技（サッカー・フットボール・ラグビー・ホッケー・野球・バレーボール・ハンドボールなど）
- Inesis - ゴルフ
- Artengo - ラケットスポーツ（卓球・テニス・バドミントンなど）
- Geologic - 射的スポーツ
- Fouganza - 馬術
- Tarmak - バスケットボール
- Aptonia - 健康食品、ヘルスケア
- Geonaute - スポーツ機械（歩数計、GPS腕時計など）
- Oxelo - 滑走スポーツ・スケート・キックスケーター
- Caperlan - フィッシング
- Solognac - ハンティング・ワイルドライフ
- Newfeel - スポーツワーキング
- Orao - サングラス
- Simond - ボルダリング
- Wed'ze - スキー・スノーボード